# Uwe Hoffmann (Musiker)
Uwe „Don“ Hoffmann (* 20. September 1960 in Berlin) ist ein deutscher Musiker und Musikproduzent.

## Leben
Uwe Hoffmann spielte von 1981 bis 1985 Schlagzeug in der Berliner Band La Loora und anschließend bei The Other Ones. 1982 gründete er das Preußen Tonstudio in Berlin und produzierte dort unter anderem, beginnend 1988 mit der Single Radio brennt, einen großen Teil der Musik der Ärzte. 1989 konnte ihn Farin Urlaub für die Band King Køng gewinnen, in der Hoffmann bis 1992 Schlagzeug spielte.
Er produzierte ebenfalls das 1989 erschienene Album Februar der Band Silly aus der damaligen DDR. Es war die erste Koproduktion des einzigen DDR-Plattenlabels für populäre Musik, Amiga, mit einer westdeutschen Plattenfirma.
Seit 1997 betreibt Uwe Hoffmann das Casapepe Studio im spanischen Xàbia und produzierte dort unter anderem die 12 Apostel, Die Ärzte, Sportfreunde Stiller, Terrorgruppe, Familie Schlegl und die Donots.